# Gran Gazú
El Gran Gazú (Gazoo) es un personaje de la serie animada Los Picapiedra. Apareció por primera vez el 29 de octubre de 1965. La voz del Gran Gazú en el original en inglés (The Flintstones) la interpretaba el actor Harvey Korman.

## Biografía del personaje
El gran Gazú es un alienígena minúsculo, verde y flotante que fue exiliado a la Tierra de su planeta de origen, Zetox, por haber inventado una máquina del día final, un arma con un poder destructivo inmenso. Su invención consistía en un botón que, si era pulsado, destruiría el universo en un explosivo "ZAM", aunque él insistía en que lo hizo solo por capricho ("¡Quise ser el primero en mi cuadra en tener uno!") y sin tener intenciones de utilizarlo. Gazú fue descubierto por Pedro cuando su platillo volador chocó; percibe el mundo de Pedro y Pablo como un mundo atrasado.

## Recepción
Debido a que Gazú fue presentado a mitad de la temporada final y que es considerado por algunos como un personaje absurdo quién altera la premisa y dinámica de la serie, es a menudo citado por seguidores y críticos del mismo como un ejemplo de que la serie había "saltado el tiburón". En total, apareció únicamente en 11 episodios.